# Gnidia pulchella
Gnidia pulchella är en tibastväxtart som beskrevs av Carl Daniel Friedrich Meisner. Gnidia pulchella ingår i släktet Gnidia och familjen tibastväxter. Inga underarter finns listade i Catalogue of Life.